# Mercedes-Benz T80
Mercedes-Benz T80 — трёхосный гоночный автомобиль, созданный в 1939 году в единственном экземпляре для установления мирового рекорда скорости на суше, но не сделавший ни одной попытки в связи с началом Второй мировой войны. Идея создания принадлежит немецкому гонщику Хансу Старку, проект поддерживался как идейно, так и в финансовом плане рейхсканцлером Германии Адольфом Гитлером, ведущим конструктором модели выступал Фердинанд Порше. В 1939 году T80, оснащённый авиационным двигателем мощностью в 3000 лошадиные силы, был готов к испытаниям на автобане, однако в связи с началом войны проект был законсервирован.
В настоящее время автомобиль находится в коллекции музея Mercedes-Benz в Штутгарте, Германия, однако оригинальный двигатель, которым оснащался автомобиль, на нём не установлен.

## История
За десять лет до начала Второй Мировой войны, в Германии за пальму первенства противоборствовали два автопроизводителя — Mercedes-Benz и Auto Union. Сначала они соревновались на гоночных трассах серии Гран При на самых современных и самых мощных автомобилях для того времени. Автомобили компании Mercedes-Benz под индексами W25, W125 и W154 состязались с автомобилями, спроектированными Фердинандом Порше (модели V12 и V16 Porsche P-Wagens). По совпадению, модели Auto Union имели каплевидную форму задней части, такую же, как и модель 1923 года Benz Tropfenwagen, когда Фердинанд ещё работал на концерн Daimler-Benz.
Противоборство автопроизводителей началось тогда, когда Адольф Гитлер вступил на пост канцлера Германии в 1933 году и объявил, что его страна будет выступать и побеждать на всех гоночных трассах мира и докажет техническое превосходство своих машин. Для мотивации производителей были обещаны субсидии тем, кто сможет доказать собственное превосходство.

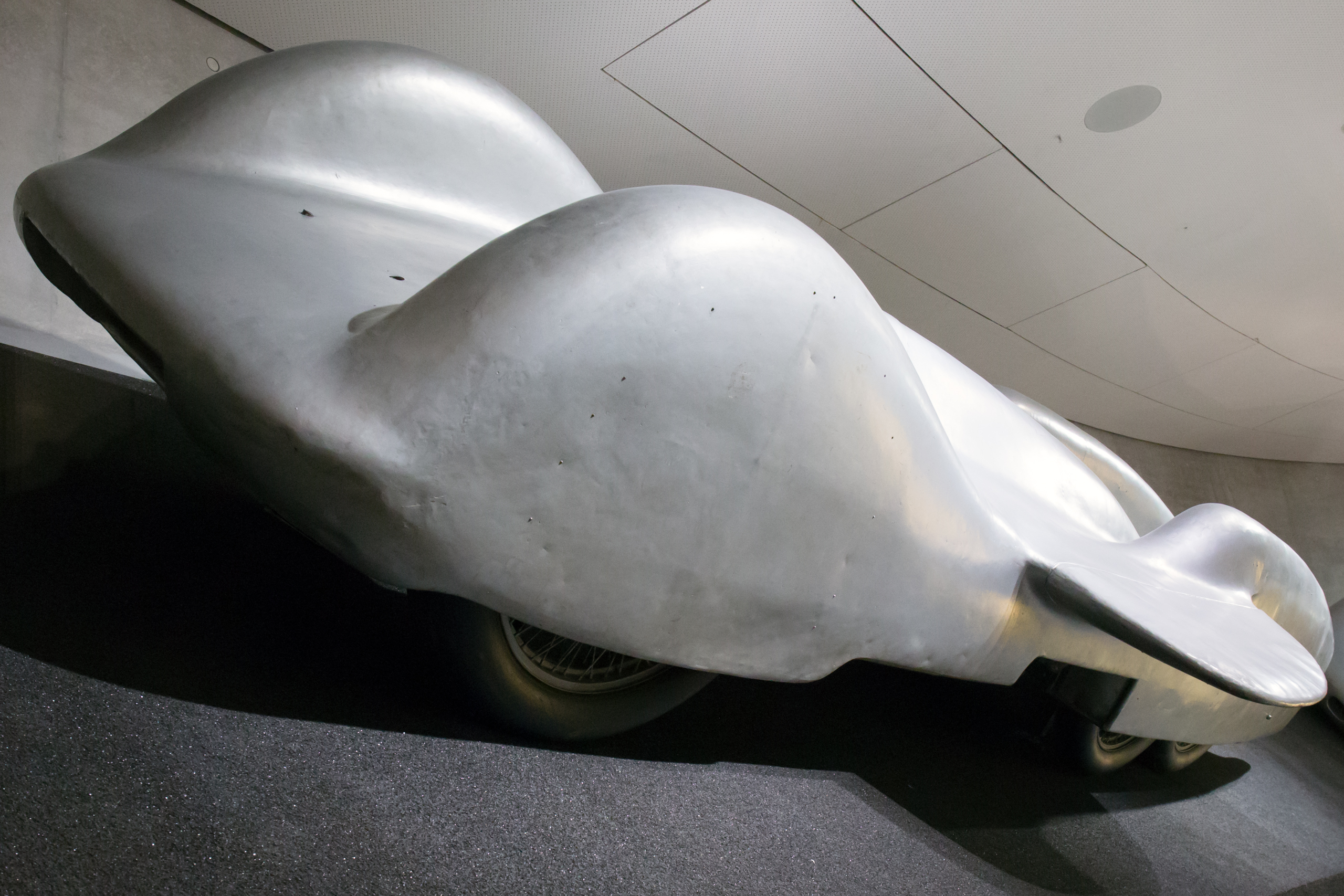
Вид снизу

Первым предшественником Mercedes-Benz T80 стал Mercedes-Benz W25 1934 года с обтекаемой формой кузова, который оснащался рядным восьмицилиндровым двигателем мощностью 430 л. с. и развивал скорость в 318 км/ч. Второе поколение модели W25 появилось в 1936 году. На автомобиль установили V-образный 12-цилиндровый двигатель c двойным наддувом и мощностью 616 лошадиных сил, что позволяло разгонять модель до скорости в 372 км/ч. Третье поколение гоночного автомобиля базировалось на модели W125, разработанной Рудольфом Уленхаутом для участия в Гран При 1937 года. Он сохранил V12 c двойным наддувом, но его мощность была доведена до 736 л. с., благодаря чему автомобиль, известный как Mercedes-Benz W125 Rekordwagen, удалось разогнать на закрытом автобане до скорости в 433 км/ч. Следующий автомобиль базировался на Mercedes-Benz W154 серии Гран При 1938 года, который, по новому регламенту международной автомобильной федерации, должен был иметь тот же двигатель V12, но с меньшим рабочим объёмом. Новая модель обладала мощностью в 468 л. с., из-за чего максимальная скорость снизилась до скромных 400 км/ч. Компанию это не устраивало.
Изначально, обещанные Гитлером субсидии удалось получить только компании Mercedes-Benz. Однако концерну Auto Union, куда перешёл Фердинанд Порше, вместе со знаменитым гонщиком, а также другом Гитлера, Хансом Стаком, удалось убедить фюрера делить субсидию с ними.
В течение нескольких лет я ношу в себе идею реализации желания всей моей жизни — установки абсолютного мирового рекорда скорости на земле. Я уже говорил об этом с профессором Порше некоторое время назад, и он выразил свою готовность помочь в разработке этого автомобиля, если этим займётесь вы.Ханс Стак в письме к Вильгельму Кисзелю (председатель правления Daimler-Benz с 1930 по 1942), 1936 год
Согласно плану Ханса, Фердинанд Порше должен был стать главным инженером проекта, аэродинамически обтекаемый кузов автомобиля должен был разработать авиационный инженер компании Heinkel Flugzeugwerke совместно с Йозефом Миклом, в то время как Эрнст Юдет (глава министерства инженерного корпуса ВВС Германии) собирался снабдить автомобиль двумя авиационными двигателями Daimler-Benz DB 601. Вдобавок ко всему, двое из друзей Стака, Барон де Блоней (англ. Baron de Blonay) и Макс Клингер (англ. Max Klinger), были готовы поддержать большую часть производственных затрат, так как проект носил частный характер, а компания Mercedes-Benz была столь же связана в финансовом плане, как любая другая немецкая компания в тот период времени.

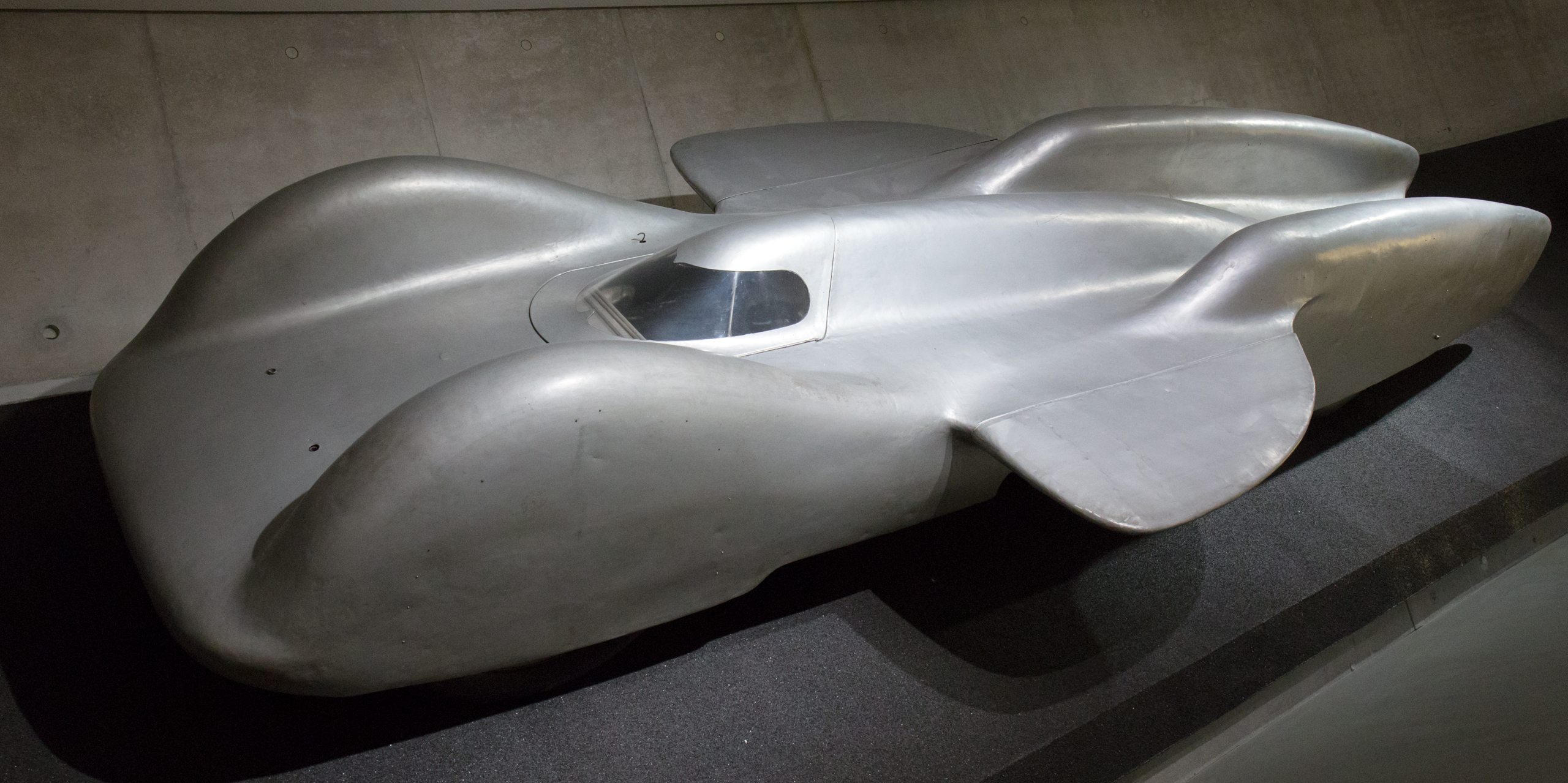
Вид сверху

В 1939 году работа над автомобилем началась. Во время проведения конструкторских и иных работ его характеристики существенно изменялись. Будущей модели было придумано официальное название — Mercedes-Benz T80. Адольф Гитлер лично ознакомился с разработкой и прозвал автомобиль «Schwarzer Vogel», что в переводе с немецкого означает «чёрная птица». Фюрер планировал раскрасить модель в националистические цвета с немецким орлом и свастикой.
По первоначальному замыслу автомобиль планировали разогнать до 550 км/ч, однако из-за жёсткой конкуренции планку скорости пришлось поднять до 600 км/ч. А сама конкуренция была образована рекордными заездами двух талантливых пилотов — Джорджа Эйстона на Thunderbolt 73L, который 16 сентября 1938 года смог развить скорость в 575,336 км/ч и Джона Кобба, который 22 августа 1939 года смог разогнать свой Railton Mobil Special 26.9L уже до 592,094 км/ч, побив предыдущий рекорд. Однако, уже к концу 1939 года проект был успешно завершён. Ханс Штук заявил, что автомобиль установит мировой рекорд с максимальной скоростью в 750 км/ч. Общая стоимость новой модели превысила 600 000 рейхcмарок.
Испытания были назначены Хансом Стаком на январь 1940 года и должны были проходить на специальном участке автобана Дессау (в настоящее время часть современного автобана A9), который был 25 метров в ширину и 10 км в длину. Но начавшаяся война поставила крест на автомобиле. Он был эвакуирован в Каринтию, Австрия, а двигатель снят и установлен на самолёт. Запланированный рубеж скорости в 750 км/ч был побит только в 1964 году, так называемым «Зелёным монстром», но уже с турбореактивным двигателем от Lockheed F-104 Starfighter, который смог развить ровно 875 км/ч. Рекорд для автомобиля той же схемы — поршневой ДВС с приводными колесами — с 1965 года принадлежит четырёхдвигательному Goldenrod — 658 км/ч, рекорд для схемы с приводными колесами поставлен Доном Веско на газотурбинном Турбинаторе в 2001 году — 738 км/ч. Рекорд скорости на дорогах общего пользования с ноября 2017 года принадлежит Koenigsegg Agera — 445 км/ч.
На сегодняшний день автомобиль Mercedes-Benz T80 выставлен в музее Mercedes-Benz в Штутгарте, Германия.

## Описание

### Экстерьер

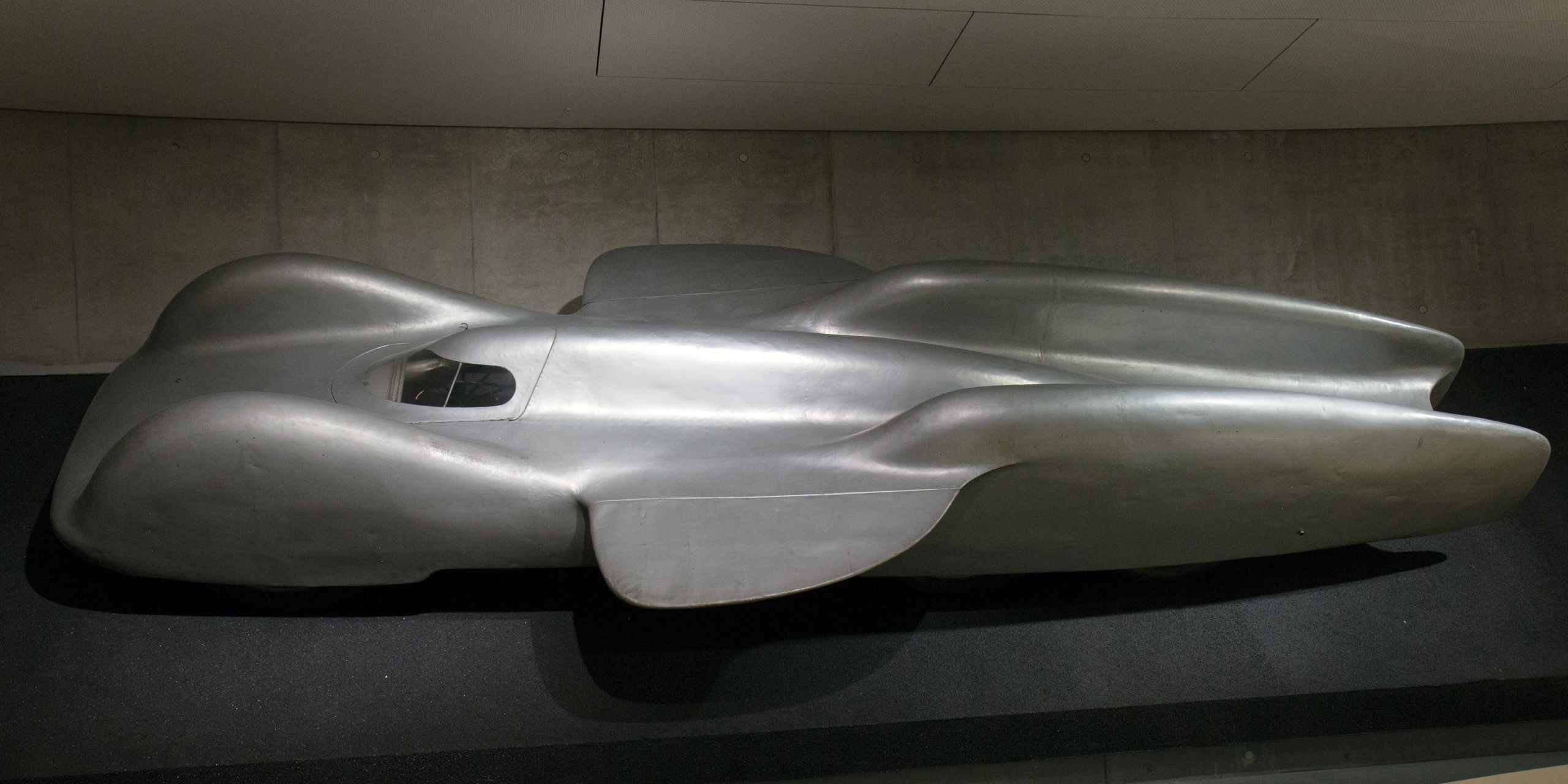
Вид сбоку

Масса автомобиля составляет почти 2900 кг. Над его аэродинамикой плавного и стремительного силуэта кузова работали Йозеф Микл, создавший и позднее запатентовавший антикрылья по бокам, и Фердинанд Порше, спроектировавший кабину и раздвоенную хвостовую часть. Длина автомобиля составляет 8,24 м, ширина — 3,20 м, а высота — 1,74 м. В результате усилий конструкторов, правильно размещённой кабине пилота, низкому наклонному капоту, вертикальному хвостовому плавнику, округлым крыльям и закрытым колёсам, коэффициент аэродинамического сопротивления составлял всего 0,18.

### Двигатель

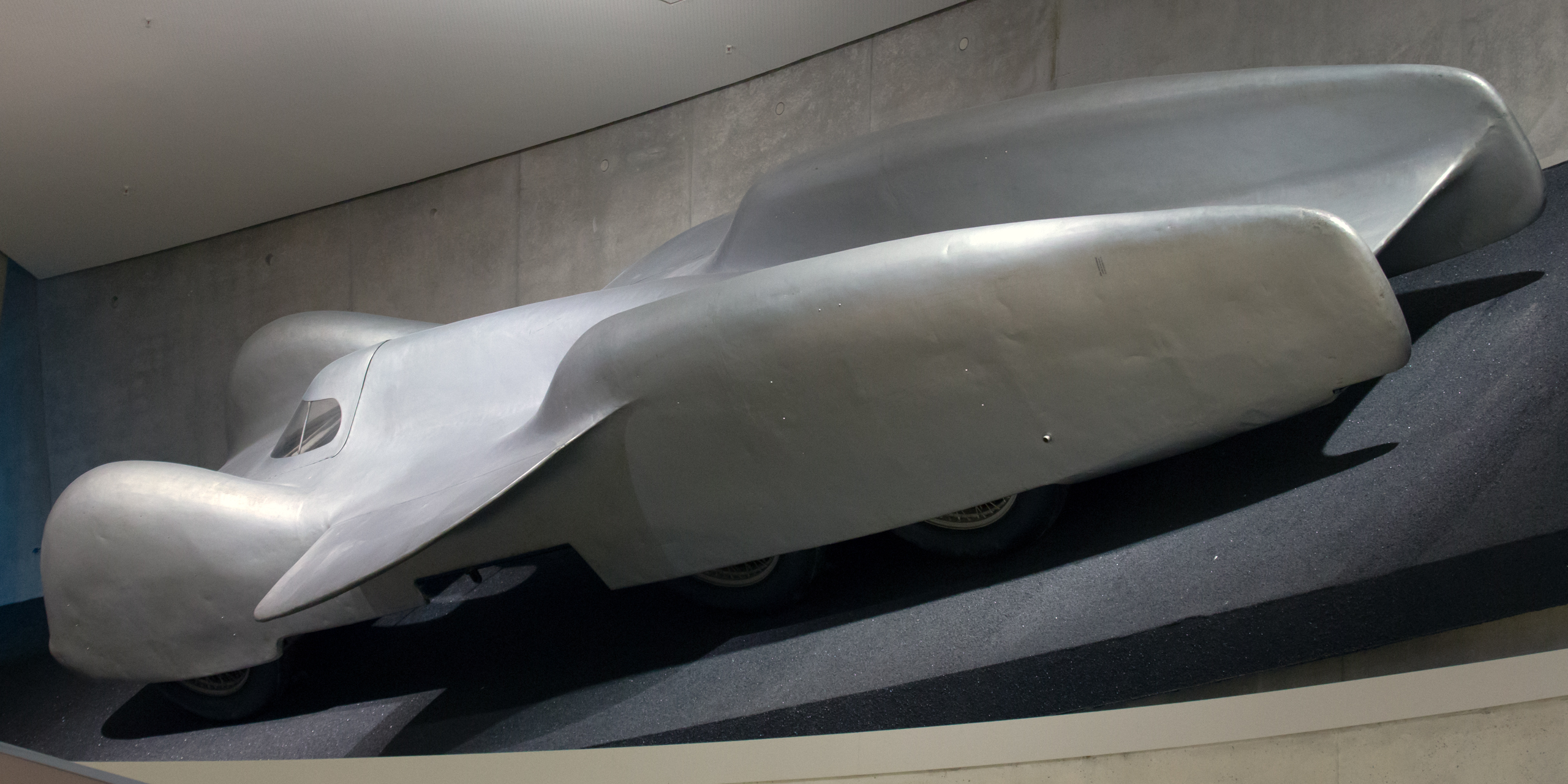
Вид сзади

Двигатель для автомобиля был позаимствован у истребителя Messerschmitt Bf 109. Созданный на его основе двенадцатицилиндровый V-образный силовой агрегат Daimler-Benz DB 603 с системой непосредственного впрыска топлива имел рабочий объём 44,5 литра (44 500 см³) и развивал мощность в 3000 л. с. на смеси из метилового спирта (63 %), бензола (16 %), этилового спирта (12 %), ацетона (4,4 %), нитробензола (2,2 %), авиационного керосина (2 %) и эфира (0,4 %). Расчётная скорость болида с установленным двигателем — 750 км/ч. Система охлаждения — водно-метаноловая. Двигатель передавал крутящий момент на две задних оси.

### Шасси
На автомобиле установлено шесть колёс размером 7×31 см. Для того, чтобы тормозной путь автомобиля составлял не более 1 км (по расчётам Порше), Mercedes-Benz T80 оснастили шестью тормозными барабанами 500 мм в диаметре.